# 益田兼利
益田 兼利（ました かねとし、1913年（大正2年）9月17日 - 1973年（昭和48年）7月24日）は、日本の陸軍軍人、陸上自衛官。陸上自衛隊第2師団師団長や東部方面総監を歴任。陸軍士官学校第46期卒業、陸軍大学校第54期首席。元東部方面総監、綜警常駐警備（現・ALSOK常駐警備）元代表取締役社長益田兼弘の実父。

## 人物
熊本県出身。終戦直後の1945年（昭和20年）8月17日、益田は陸軍士官学校同期の晴気誠少佐の自決に立ち会っている。晴気少佐は参謀本部作戦班在職時、サイパン島防衛計画の主務者であったが、作戦指導の失敗がサイパン島の失落、ひいては日本の敗戦を招いたとして、強い自責の念に駆られての自決であった。
益田は陸上自衛隊入隊後、将来の陸上幕僚長候補の逸材と見なされていたが、東部方面総監在職時、1970年11月25日に、三島由紀夫・森田必勝ら「楯の会」5名が起こした三島事件で人質となってしまった。この時、三島と森田の自決にも立ち会っている。責任を取る意味で、事件直後から当時の中曽根康弘防衛庁長官に対して辞表を提出していたが、中曽根は「行政上、幹部に責任を負わせる問題ではない」として受理しなかった。しかし本人の意思が固いこと、自民党からも責任を問う声が出たことなどから同年12月18日の閣議で辞職が了承された。
後年に子・益田兼弘も陸上自衛隊に在職し、親子二代で同一の師団長及び方面総監を歴任した。

## 略歴
鹿本中学、陸軍士官学校予科を経て陸軍士官学校に入校
- 1934年（昭和9年）
  - 6月：陸軍士官学校（第46期）を10番/338名の成績で卒業
  - 10月：陸軍少尉任官、歩兵第21連隊付
- 1936年（昭和11年）
  - 6月：歩兵第2連隊付
  - 10月：陸軍中尉
- 1937年（昭和12年）2月：陸軍士官学校教官
- 1938年（昭和13年）
  - 8月：陸軍大尉
  - 12月、陸軍大学校入学（第54期）
- 1941年（昭和16年）
  - 7月：陸軍大学校卒業（恩賜組）
  - 8月：陸軍参謀本部付
  - 12月：参謀本部員・大本営参謀（編制班）
- 1942年（昭和17年）8月：陸軍少佐
- 1944年（昭和19年）3月：第11軍参謀（作戦主任）、11月：大本営作戦班参謀（決号西部）
- 1945年（昭和20年）
  - 8月：軍務局課員
  - 11月：復員
- 1952年（昭和27年）7月14日：警察予備隊久里浜駐屯部隊に入隊（2等警察正）[2]
- 1954年（昭和29年）7月1日：陸上自衛隊発足、1等陸佐に任命
- 1956年（昭和31年）8月16日：第12普通科連隊長兼国分駐とん地司令
- 1958年（昭和33年）8月1日：陸上幕僚監部第3部防衛班長
- 1959年（昭和34年）8月1日：陸上幕僚監部第3部副部長
- 1961年（昭和36年）
  - 1月1日：陸将補に昇任
  - 6月8日：第2代自衛隊東京地方連絡部長
- 1962年（昭和37年）3月16日：陸上幕僚監部募集課長
- 1964年（昭和39年）3月16日：北部方面総監部幕僚長兼札幌駐とん地司令
- 1965年（昭和40年）7月16日：第2師団長
- 1966年（昭和41年）
  - 1月1日：陸将に昇任
  - 7月1日：陸上幕僚監部第5部（現・教育訓練部）部長
- 1968年（昭和43年）3月14日：陸上幕僚副長に就任
- 1969年（昭和44年）7月1日：第8代東部方面総監に就任
- 1970年（昭和45年）12月22日：三島事件の責を取り辞任
- 1973年（昭和48年）7月24日：逝去（享年61、満年齢で59）、叙・従三位[3]、勲二等瑞宝章が追贈された[4]。

## 栄典
- 勲二等瑞宝章 - 1973年（昭和48年）7月24日